# Великий Гетсбі
«Великий Гетсбі» (англ. The Great Gatsby) — роман американського письменника Френсіса Скотта Фіцджеральда, опублікований 1925 року. Дія роману відбувається у вигаданому містечку Вест-Егг на Лонг-Айленді влітку 1922 року і обертається навколо таємничого молодого мільйонера Джея Гетсбі та його дон-кіхотського кохання до вродливої Дейзі Б'юкенен. Роман вважається magnum opus Фіцджеральда. Він відтворює картину епохи джазу в США з характерними для того часу декадансом, потягом до надміру й соціальних змін. Його характеризують як застереження щодо американської мрії.
Фіцджеральд почав планувати написання роману 1923 року під впливом вечірок у північній частині Лонг-Айленду, які він тоді відвідував. За його словами він бажав створити щось нове, щось надзвичайне й красиве, водночас просте й вишукано оздоблене. Робота просувалася повільно, й Фіцджеральд завершив перший варіант після переїзду на Французьку Рив'єру 1924 року. Видавець, Максвелл Перкінс, відчував, що книга надто туманна, й умовив автора переглянути текст узимку. Фіцджеральд довго не міг визначитися з назвою й схилявся до варіанту «Трімалкіон у Вест-Еггу». Після внесення змін Фіцджеральд був задоволений текстом, але залишався неоднозначним щодо назви книги та розглядав кілька альтернатив. Робота суперобкладинки художника Френсіса Кугата під назвою «Небесні очі» справила велике враження на Фіцджеральда, і він включив її образи в роман.
Уперше роман вийшов у виданні компанії «Чарльз Скрібнерз санс» в квітні 1925. «Великий Гетсбі» отримав загалом схвальні відгуки, хоча деякі літературні критики вважали, що він не зрівнявся з попередніми роботами Фіцджеральда. Порівняно з його попередніми романами «По цей бік раю» (1920) і «Прекрасні й приречені» (1922), роман став комерційним розчаруванням. За перший рік розійшлося 20 тис. примірників. Фіцджеральд помер 1940 року, вважаючи себе невдахою, про твори якого всі давно забули.
Під час Другої світової війни роман пережив різкий сплеск популярності, коли Рада з книг у воєнний час розповсюдила безкоштовні примірники американським солдатам, які служили за кордоном. Ця нова популярність поклала початок критичному та науковому перегляду, і робота незабаром стала основною частиною більшості американських навчальних програм середньої школи та частиною американської масової культури. У наступні десятиліття відбулися численні сценічні та кіноадаптації. Відтоді книга залишається популярною й вважається одним із класичних творів американської літератури.
Гетсбі продовжує привертати увагу громадськості та вчених. Науковці підкреслюють трактування в романі соціального класу, успадкованого проти власноручного багатства, статі, раси та захисту довкілля, а також його цинічне ставлення до американської мрії. «Великий Гетсбі» вважається літературним шедевром і претендує на звання Великого американського роману.
Номер 18 у Рейтингу 100 найкращих книг усіх часів журналу Ньюсвік.

## Історико-біографічний контекст
Дія фільму розгортається на процвітаючому Лонг-Айленді в 1922 році. Великий Гетсбі розповідає про критичну соціальну історію Америки епохи сухого закону в епоху джазу. Вигадана розповідь Френсіса Скотта Фіцджеральда повністю передає той період — відомий своєю джазовою музикою, економічним процвітанням, культурою флеперок, розпусними звичаями, непокірною молодістю, і всюдисущих спікізі. Фіцджеральд використовує багато з цих суспільних подій 1920-х років, щоб розповісти свою історію, від простих деталей, як-от петинг в автомобілях, до ширших тем, таких як контрабанда як незаконне джерело багатства Гетсбі.. З іншого боку історія Гетсбі допомагає Фіцджеральду змалювати суспільство «ревучих двадцятих».
Фіцджеральд передає гедонізм суспільства епохи джазу, поміщаючи зрозумілу сюжетну лінію в історичний контекст найбурхливішої та найяскравішої епохи американської історії. Очима Фіцджеральда ця епоха представляла морально вседозволений час, коли американці різного віку розчаровувалися в панівних соціальних нормах і були одержимі пошуком задоволень. Сам Фіцджеральд мав певну амбівалентність щодо епохи джазу, епохи, теми якої він пізніше вважав би відображенням подій у його власному житті.
Великий Гетсбі відображає різноманітні події молодості Фіцджеральда. Він був молодим жителем Середнього Заходу з Міннесоти. Як і оповідач роману, який навчався в Єльському університеті, він здобув освіту в Прінстонській школі Ліги плюща. Там 18-річний Фіцджеральд зустрів Джіневру Кінг, 16-річну світську левицю, в яку закохався. Попри те, що і Джіневра була закохана в нього, її сім'я з вищого класу відкрито не заохочувала його залицяння до їхньої дочки через його статус нижчого класу, а її батько нібито сказав йому, що «бідні хлопці не повинні думати про те, щоб одружуватися з багатими дівчатами».
Сім'я Джіневри відмовила залицяльнику через відсутність фінансових перспектив. Налаштований на самогубство Фіцджеральд під час світової війни пішов в армію Сполучених Штатів і отримав звання підпоручика. Очікуючи на відправлення на західний фронт, він хотів, щоб його вбили в бою і його твори мали великий успіх після його смерті. Він дислоковався у таборі Шерідан у Монтгомері, штат Алабама, де зустрів Зельду Сейр, жваву 17-річну красуню з півдня. Дізнавшись, що Джіневра одружилася з багатим чиказьким бізнесменом Вільямом «Біллом» Мітчеллом, Фіцджеральд попросив Зельду про шлюб. Зельда погодилася, але відклала їхнє одруження, поки він не стане фінансово успішним. Таким чином, Фіцджеральд схожий на Джея Гетсбі тим, що він заручився, будучи військовим офіцером, який перебував далеко від дому, а потім шукав величезних багатств, щоб забезпечити спосіб життя, до якого звикла його наречена.
Після успіху як автор коротких оповідань і романів Фіцджеральд одружився з Зельдою в Нью-Йорку, і незабаром молодята переїхали на Лонг-Айленд. Попри те, що він любив ексклюзивне середовище Лонг-Айленда, Фіцджеральд категорично не схвалював екстравагантних вечірок, а заможні люди, з якими він зустрічався, часто розчаровували його. Намагаючись наслідувати багатих, він виявив, що їхній привілейований спосіб життя викликає моральне занепокоєння Хоча Фіцджеральд, як і Гетсбі, завжди захоплювався багатими, проте, він мав до них тліючу образу..

## Короткий зміст сюжету
Основні події роману відбуваються влітку 1922 року. Розповідає їх Нік Карравей, випускник Єльського університету, ветеран Першої світової війни із Середнього Заходу, який працює в Нью-Йорку продавцем облігацій. Він винаймає у містечку Вест-Егг на Лонг-Айленді невеличкий будинок поряд із пишною віллою Джея Гетсбі, таємничого мільйонера, що справляє екстравагантні вечірки.
Оповідь починається з того, що Нік відвідує свою кузину Дейзі Б'юкенен, одружену з університетським знайомим Ніка Томом. Там він знайомиться із Джордан Бейкер, привабливою і цинічною молодою гольфісткою, з якою у Ніка починаються романтичні стосунки. Вона розповідає Нікові про те, що Том має коханку, Міртл Вілсон, яка нахабно дзвонить йому додому та живе в «долині попелу», розгалуженому смітнику. Того вечора Нік бачить Гетсбі, який стоїть самотньо на своїй галявині, дивлячись на зелене світло на іншому боці затоки.
Кілька днів потому поїздом до Нью-Йорка Нік неохоче супроводжує п'яного і розбурханого Тома. Дорогою вони зупиняються в гаражі, де живуть механік Джордж Вілсон і його дружина Міртл. Міртл приєднується до них, і тріо йде до невеликої квартири в Нью-Йорку, яку Том орендував для побачень з нею. Приходять гості, і починається вечірка, яка закінчується тим, що Том дає ляпаса Міртл і ламає їй ніс після того, як вона згадує Дейзі.
Одного ранку Нік отримує офіційне запрошення на вечірку в маєток Гетсбі. Опинившись там, Нік соромиться, що нікого не впізнає, і починає сильно пити, поки не зустрічає Джордан. Під час розмови з нею до нього підійшов чоловік, який представився як Джей Гетсбі та наполягав, що під час війни вони з Ніком служили в 3-ій Піхотній дивізії. Гетсбі намагається втертися в довіру до Ніка, і коли Нік залишає вечірку, він помічає, що Гетсбі спостерігає за ним.

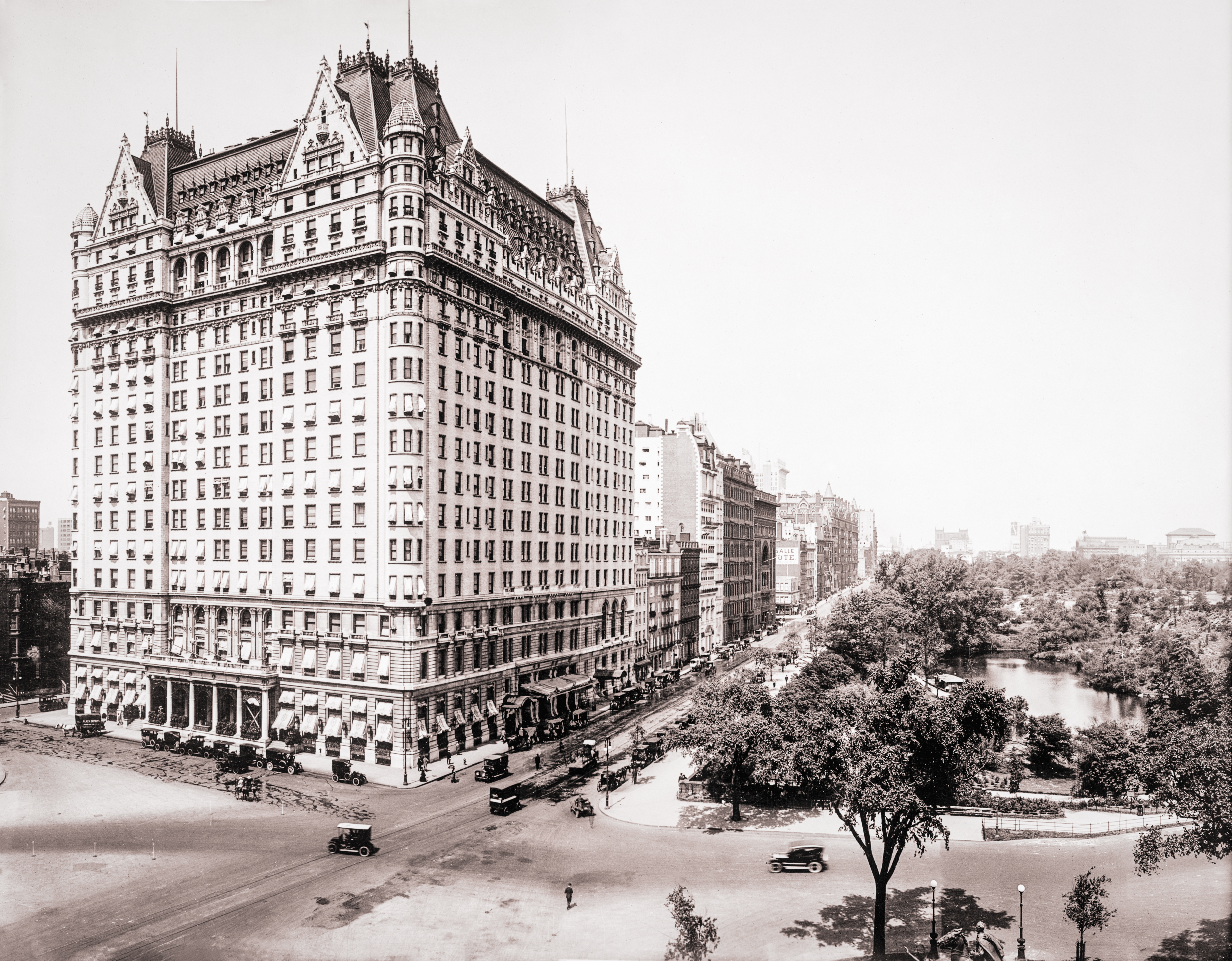
Протистояння між Гетсбі та Томом відбувається у двадцятиповерховому готелі Plaza, будівлі, що нагадує замок і має архітектурний стиль, навіяний французьким Відродженням.

Наприкінці липня Нік і Гетсбі обідають у спікізі. Гетсбі намагається вразити Ніка розповідями про його військовий героїзм і його оксфордські дні. Після цього Нік знову зустрічає Джордан у готелі «Плаза». Від Джордан Нік довідується, що Гетсбі та Дейзі познайомилися приблизно в 1917 році, коли Гетсбі був офіцером американських експедиційних сил. Вони закохалися, але коли Гетсбі відправили за кордон, Дейзі неохоче одружилася з Томом. Чимало ночей Гетсбі проводить, дивлячись через затоку на зелені вогні причалу біля будинку Дейзі, сподіваючись, що одного чудового дня їхні стосунки відновляться. Гетсбі сподівається, що його нове багатство та яскраві вечірки змусять Дейзі задуматися. Гетсбі використовує Ніка і просить його влаштувати йому зустріч із Дейзі.
Нік запрошує Дейзі до себе в гості на чай, не сказавши їй, що Гетсбі теж там буде. Подолавши ніяковість першої зустрічі, Гетсбі та Дейзі відновлюють свій зв'язок.
Незабаром у Тома виникають підозри щодо своєї дружини та Гетсбі. Хоча Том сам має коханку, невірність дружини розізлила його до нестями. Він влаштовує сварку із Гетсбі в Нью-Йорку, заявляє, що Гетсбі ніколи не зможе зрозуміти історію їхніх із Дейзі стосунків, і проголошує дружині, що статки Гетсбі здобуто злочинною торгівлею алкоголем та іншими незаконними справами. Дейзі розуміє, що повинна довіряти Тому, а Том зневажливо відсилає її назад у Вест-Егг, намагаючись довести, що Гетсбі безсилий проти нього.
Проїжджаючи через «звалище», Нік, Джордан та Том довідуються, що машина Гетсбі збила насмерть коханку Тома, Міртл. Згодом Нік довідується, що за кермом сиділа Дейзі, але Гетсбі збирається взяти вину на себе. Наступного дня Том повідомляє чоловікові Міртл Джорджу, що машину вів Гетсбі. Джорджу здається, що водій машини, яка збила Міртл, був її коханцем, тож він знаходить Гетсбі на його віллі й убиває спочатку Гетсбі, а потім себе.
Через кілька днів після вбивства Гетсбі його батько Генрі Ґатц прибуває на малолюдний похорон. Після смерті Гетсбі Нік починає ненавидіти Нью-Йорк і вирішує, що Гетсбі, Дейзі, Том і він усі були жителями Середнього Заходу, які не пристосовані до східного життя. Нік стикається з Томом і спочатку відмовляється потиснути йому руку. Том визнає, що саме він сказав Джорджу, що машина, яка вбила Міртл, належить Гетсбі. Перш ніж повернутися на Середній Захід, Нік повертається в маєток Гетсбі і дивиться на той бік затоки на зелене світло, що виходить з кінця доку Дейзі. Він хоче бути подалі від людей, які оточували Гетсбі за життя, від моральної порожнечі життя багатої Америки та від намагань упіймати американську мрію.

## Головні персонажі
- Нік Карравей — головний герой, 29-30 років, веде розповідь від першої особи. Переїхав до Нью-Йорка навесні 1922 року. На момент оповідання займався операціями з цінними паперами в невеликій фірмі. Належить до поважного заможного сімейства на Середньому Заході[38].
- Джей Гетсбі — загадковий сусід Ніка, близько 30 років, чий рід занять і минуле оповите таємницею для всіх гостей і знайомих. У цій людині було воістину щось прекрасне, якась підвищена чутливість до всіх проявів життя. Володів рідкісним даром надії, який і знищив його[39][40].
- Дейзі (Дезі) Б'юкенен — поверхнева, самозакохана молода дебютантка і світська левиця з Луїсвілля, штат Кентуккі, яку називають «флепперкою». Вона є троюрідною сестрою Ніка, колись віддаленою, і дружиною Тома Б'юкенена. До одруження з Томом Дейзі мала романтичні стосунки з Гетсбі. Її вибір між Гетсбі та Томом є одним із центральних конфліктів роману. Роман Фіцджеральда та його одержимість Джиневрою Кінг надихнули Фіцджеральда на створення образу Дейзі[41][42][43].
- Томас «Том» Б'юкенен — чоловік Дейзі, близько 30 років. З багатої сім'ї, однокурсник і знайомий Ніка з університету, де блискуче грав у команді поло. Був фігурою, у своєму роді характерною для Америки, одним з тих молодих людей, які до двадцяти одного року досягають у чомусь визначних вершин, і потім, що б вони не робили, все здається спадом[44][45][46].
- Джордан Бейкер — гольфістка-аматорка із саркастичною вдачею та відстороненим ставленням до життя, давня подруга Дейзі. Зустрічається з Ніком Карравеєм протягом більшої частини роману, хоча наприкінці вони розлучаються. Має сумнівну репутацію через чутки, що вона шахраювала на турнірі, що зашкодило її репутації як в соціальному плані, так і як гольфістки. Фіцджеральд створив образ Джордан на основі подруги Джиневри Едіт Каммінгс[47], провідної гольфістки-аматорки, відомої в пресі як «The Fairway Flapper»[48]. На відміну від Джордан Бейкер, Каммінгс ніколи не підозрювали в шахрайстві[49]. Ім'я персонажки — це гра двох популярних автомобільних брендів, Jordan Motor Car Company та Baker Motor Vehicle, обидва з Клівленда, штат Огайо[50], що натякає на «швидку» репутацію Джордан та нову свободу, яку отримали американські жінки, особливо дівчата, у 1920-х[51][52][53].
- Джордж Вільсон — механік і власник гаража. Його недолюблює як дружина, Міртл Вілсон, так і Том Б'юкенен, який описує його як «такого тупого, що не знає, що він живий»[54]. Наприкінці роману Джордж вбиває Гетсбі, помилково вважаючи, що той був за кермом машини, яка вбила Міртл, а потім вбиває себе[55].
- Міртл Вільсон — дружина Джорджа і коханка Тома Б'юкенена. Міртл, яка володіє несамовитою життєвою силою, відчайдушно намагається знайти притулок від шлюбу[56], що її розчаровує[57]. Її випадково вбиває машина Гетсбі, коли вона помилково думає, що Том все ще за кермом, і біжить за ним[58].

## Написання та випуск
Фіцджеральд почав писати свій третій роман у червні 1922 року. Він прагнув створити вишуканий твір, який був би красивим і вигадливим, але проблемна постановка його п'єси «Овоч» неодноразово переривала процес. П'єса провалилася, і тієї зими Фіцджеральд написав журнальні історії, щоб сплатити борги, які виникли під час її постановки. Він вважав ці оповідання нікчемними, хоча серед них були «Зимові сни», які Фіцджеральд описав як свою першу спробу втілити ідею Гетсбі. «Вся ідея Гетсбі, — пояснив він пізніше своєму другові, — полягає в тому, що бідний молодий чоловік не може одружитися з дівчиною, яка має гроші, — це несправедливість. Ця тема виникає знову і знову, тому що я жив у цьому».
У жовтні 1922 року, після народження єдиної дитини, Френсіс Скотт «Скотті» Фіцджеральд, Фіцджеральди переїхали до Грейт-Нек, штат Нью-Йорк, на Лонг-Айленді. Серед їхніх сусідів у Грейт-Неку були такі новоспечені багатії, як письменник Рінг Ларднер, актор Лью Філдс і комік Ед Вінн. Усіх цих людей вважали нуворишами, на відміну від тих, хто походив із Мангассет-Нек, який знаходився на протилежному боці затоки від Грейт-Нек — місця, де проживало багато найбагатших сімей Нью-Йорка. Це зіставлення в реальному житті дало Фіцджеральду ідею для «Вест-Егг» і «Іст-Егг». У романі Грейт-Нек (Кінгс-Пойнт) став півостровом «нових грошей» Вест-Егг, а Порт-Вашингтон (Сандс-Пойнт) став «старими грошима» Іст-Егг. Кілька маєтків Голд-Кост у цьому районі послужили натхненням для маєтку Гетсбі, включаючи Лендс-Енд, замок Охека та зруйновані з тих пір вежі Бікон.
Під час проживання на Лонг-Айленді загадковим сусідом Фіцджеральдів був Макс Герлах. Герлах, нібито народжений в Америці в родині німецьких іммігрантів, був майором американських експедиційних сил під час Першої світової війни, а пізніше став джентльменом-бутлегером який жив як мільйонер у Нью-Йорку. Хизуючись своїм новим багатством, Герлах влаштовував пишні вечірки, ніколи не одягав одну і ту саму сорочку двічі, використовував фразу «старий спорт» і створював міфи про себе, включно з тим, що він був родичем німецького кайзера. Ці подробиці про Герлаха надихнули Фіцджеральда на створення Джея Гетсбі.
Протягом цього ж періоду щоденні газети протягом багатьох місяців викликали сенсацію у справі про вбивство Голла-Міллса, і цей випадок, який отримав широкий розголос, ймовірно, вплинув на сюжет роману Фіцджеральда. У справі йдеться про подвійне вбивство чоловіка та його коханки у вересні 14 січня 1922 року, лише за кілька тижнів до того, як Фіцджеральд прибув у Грейт-Нек. Вчені припускають, що Фіцджеральд заснував певні аспекти закінчення «Великого Гетсбі» та різні характеристики на цьому фактичному випадку.
Натхненний справою Голлса-Мілса, таємничою особою Герлаха та масовими вечірками, які він відвідував на Лонг-Айленді, Фіцджеральд написав 18 000 слів для свого роману до середини 1923 року, але відкинув більшу частину свого нового оповідання як фальстарт. Частина цієї ранньої чернетки відродилася в оповіданні 1924 року «Відпущення». У попередніх чернетках Дейзі спочатку називалася Ада, а Нік — Дуд, і між двома персонажами був попередній роман до їхньої зустрічі на Лонг-Айленді. Ці попередні чернетки були написані з точки зору всезнаючого оповідача, а не з точки зору Ніка. Ключовою відмінністю попередніх чернеток є менш повний провал мрії Гетсбі. Інша відмінність полягає в тому, що суперечка між Томом Бьюкененом і Гетсбі більш збалансована, хоча Дейзі все одно повертається до Тома.
Робота над «Великим Гетсбі» серйозно відновилася в квітні 1924 року. Фіцджеральд вирішив відійти від процесу написання своїх попередніх романів і сказав Перкінсу, що має намір створити художнє досягнення. Він хотів уникати реалізму своїх попередніх двох романів і створити творчий твір тривалої уяви. З цією метою він свідомо наслідував літературні стилі Джозефа Конрада та Вілли Кетер. На нього особливо вплинула робота Кетер 1923 року «Загублена леді», у якій зображена багата одружена світська левиця, яку переслідують різноманітні романтичні залицяльники, і яка символічно втілює американську мрію. Пізніше він написав Кетер листа з вибаченнями за будь-який ненавмисний плагіат. У цей період переглядів Скотт побачив ранні ескізи для суперобкладинки книги та пережив їх вплив. Незабаром після цього сплеску зусиль робота сповільнилася, а Фіцджеральди переїхали на віллу Марі в Сен-Рафаель на Французькій Рив'єрі, де незабаром виникла сімейна криза.
Попри триваючу напругу в шлюбі, Фіцджеральд продовжував стабільно писати і подав майже остаточну версію рукопису своєму редактору Максвеллу Перкінсу 27 жовтня. У листопадовому листі Перкінс повідомив йому, що Гетсбі надто розпливчастий як персонаж і що його багатство та бізнес відповідно потребують переконливого пояснення. Фіцджеральд подякував Перкінсу за його детальну критику та заявив, що такий відгук дозволить йому вдосконалити рукопис. Переїхавши з дружиною до Риму, Фіцджеральд протягом зими вносив зміни в рукопис.
Вміст після кількох раундів перегляду Фіцджеральд представив остаточну версію в лютому 1925 року. Зміни Фіцджеральда включали значні зміни шостого та восьмого розділів. Він відхилив пропозицію в розмірі 10 000 доларів за права на серійне видання книги, щоб її можна було опублікувати швидше. У 1923 році він отримав аванс у розмірі 3939 доларів, а після публікації отримає 1981,25 доларів.

### Альтернативні назви

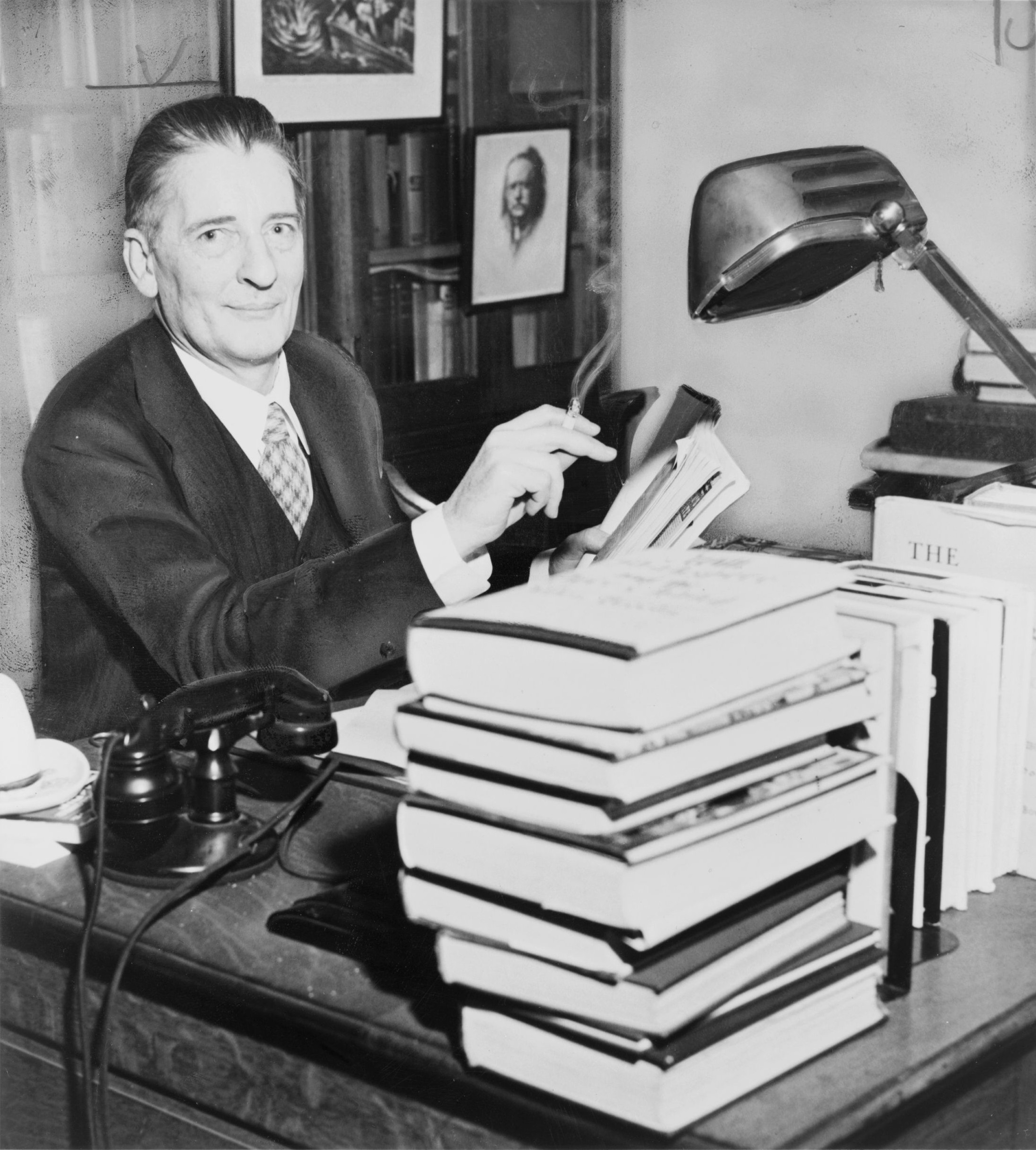
Редактор Фіцджеральда, Максвелл Перкінс, переконав автора відмовитися від оригінальної назви «Трімалхіон у Вест-Егзі» на користь «Великого Гетсбі».

Фіцджеральд мав труднощі з вибором назви для свого роману, і він обдумав багато варіантів, перш ніж неохоче вирішив вибрати «Великий Гетсбі», назву, натхненну романом Алена-Фурньє «Великий Мольн». Раніше він обирав між «Серед купи попелу» та «Мільйонери», «Трімалхіон», «Трімалхіон у Вест-Егзі», «На дорозі до Вест-Егга», «Під червоним, білим і синім», «Гетсбі в золотому капелюсі» і «Коханець, що високо підстрибує». Назви «Золотий капелюх Гетсбі» і «Коханець, що високо підстрибує» взяті з епіграфа до роману Фіцджеральда, який він написав сам під псевдонімом Томас Парк Д'Інвільєрс.
Спочатку Фіцджеральд віддавав перевагу назвам, які згадували про Трімалхіона, грубого вискочку в «Сатириконі» Петронія, і навіть згадував Гетсбі як Трималхіона в романі. На відміну від видовищних вечірок Гетсбі, Трімалхіон брав участь в оргіях, які він влаштовував, але, за словами літературного критика Тоні Таннера, між двома персонажами є тонка схожість. У листопаді 1924 року Фіцджеральд написав Перкінсу, що він вирішив прийняти титул «Трімалхіон у Вест-Егзі».
Редактор Макс Перкінс, якому не сподобався обраний Фіцджеральдом заголовок «Трімалхіон у Вест-Егзі», переконав його, що згадка надто незрозуміла і люди не зможуть її вимовити. Зельда та Перкінс висловили свою перевагу «Великому Гетсбі», і наступного місяця Фіцджеральд погодився. За місяць до публікації, після остаточного перегляду доказів, він запитав, чи можна було б змінити назву «Трімальхіо» або «Гетсбі в золотому капелюсі», але Перкінс відмовився від цього. У 19 березня 1925 року Фіцджеральд висловив ентузіазм щодо назви «Під червоним, білим і синім», але на тому етапі було пізно змінити її. 10 квітня 1925 року роман був опублікований під назвою «Великий Гетсбі». Фіцджеральд вважав остаточну назву книги просто прийнятною, і часто висловлював свою амбівалентність щодо назви.

### Суперобкладинка
Ілюстрація для першого видання «Великого Гетсбі», відомого як «Небесні очі» , є однією з найвідоміших в американській літературі та є унікальним випадком в історії літератури, коли оформлення роману на замовлення безпосередньо вплинуло на композицію тексту. Виконаний у візуальному стилі ар-деко, твір зображення зображує безтілесне обличчя джазової епохи з небесними очима та рум'яним ротом на темно-синьому горизонті. Маловідомий барселонський художник на ім'я Френсіс Кугат — уроджений Франциско Корадал-Кугат — отримав замовлення від невідомої особи з художнього відділу Скрібнера для ілюстрації обкладинки, поки Фіцджеральд писав роман.
У попередньому ескізі Кугат намалював концепцію похмурого сірого пейзажу, натхненного оригінальною назвою роману Фіцджеральда «Серед куп попелу та мільйонерів». Відкинувши цю похмуру концепцію, Кугат потім намалював розбіжне дослідження, яке стало прообразом для останньої обкладинки: малюнок олівцем і олівцем напівприхованого обличчя хлопа над Лонг-Айленд-Саундом з червоними губами, одним небесним оком і єдиною діагональною сльозою. Розширюючи це дослідження, його наступний малюнок показав два яскравих ока, що нависають над темним міським пейзажем Нью-Йорка. У пізніших ітераціях Кугат замінив темний міський пейзаж сліпучими карнавальними вогнями, що нагадують колесо огляду та, ймовірно, відсилають до блискучого парку розваг на Коні-Айленді в Нью-Йорку. Кугат прикріпив лежачих оголених зображень до райдужної оболонки клаптика та додав зеленого відтінку сльозам, що течуть. Остання обкладинка Кугата,, яку Макс Перкінс назвав шедевром, була єдиною роботою, яку він виконав, і єдиною обкладинкою книги, яку він коли-небудь створював.
Хоча Фіцджеральд, ймовірно, ніколи не бачив остаточної картини гуашшю до публікації роману, підготовчі чернетки Кугата вплинули на його написання. Переглянувши чернетки Кугата перед відпливом до Франції в квітні-травні 1924 року, Фіцджеральд був настільки закоханий, що пізніше сказав редактору Максу Перкінсу, що включив образи Кугата в роман. Це твердження змусило багатьох проаналізувати взаємозв'язки між мистецтвом Кугата та текстом Фіцджеральда. Одна з популярних інтерпретацій полягає в тому, що небесні очі нагадують очі оптометриста Т. Дж. Еклебурга, зображеного на вицвілому рекламному щиті біля автомайстерні Джорджа Вілсона. Письменник Ернест Гемінґвей підтримав цю останню інтерпретацію та стверджував, що Фіцджеральд сказав йому, що на обкладинці йдеться про рекламний щит у Долині попелу. Хоча цей уривок має певну схожість із образами, більш детальне пояснення можна знайти в чіткому описі Фіцджеральдом Дейзі Б'юкенен як «дівчини, чиє безтілесне обличчя плавало вздовж темних карнизів і сліпучих знаків».

## Критичний прийом

### Початкові огляди
Чарльз Скрібнерз санс опублікували «Великого Гетсбі» 10 квітня 1925 року. На наступний день після публікації Фіцджеральд надіслав телеграму Перкінсу, щоб стежити за рецензіями: «Будь-які новини?» «Ситуація зі збутом сумнівна [але] відгуки відмінні», — йдеться в телеграмі від Перкінса 20 квітня. Фіцджеральд відповів квітня 24, сказавши, що ця телеграма його збентежила, закінчивши листа словами «Ваш у великій депресії». Незабаром Фіцджеральд отримав листи від сучасників Вілли Кетер, Едіт Вортон і поета Томаса Стернза Еліота, які високо оцінювали роман. Незважаючи на задоволення від такого листування, Фіцджеральд прагнув публічного визнання професійних критиків.

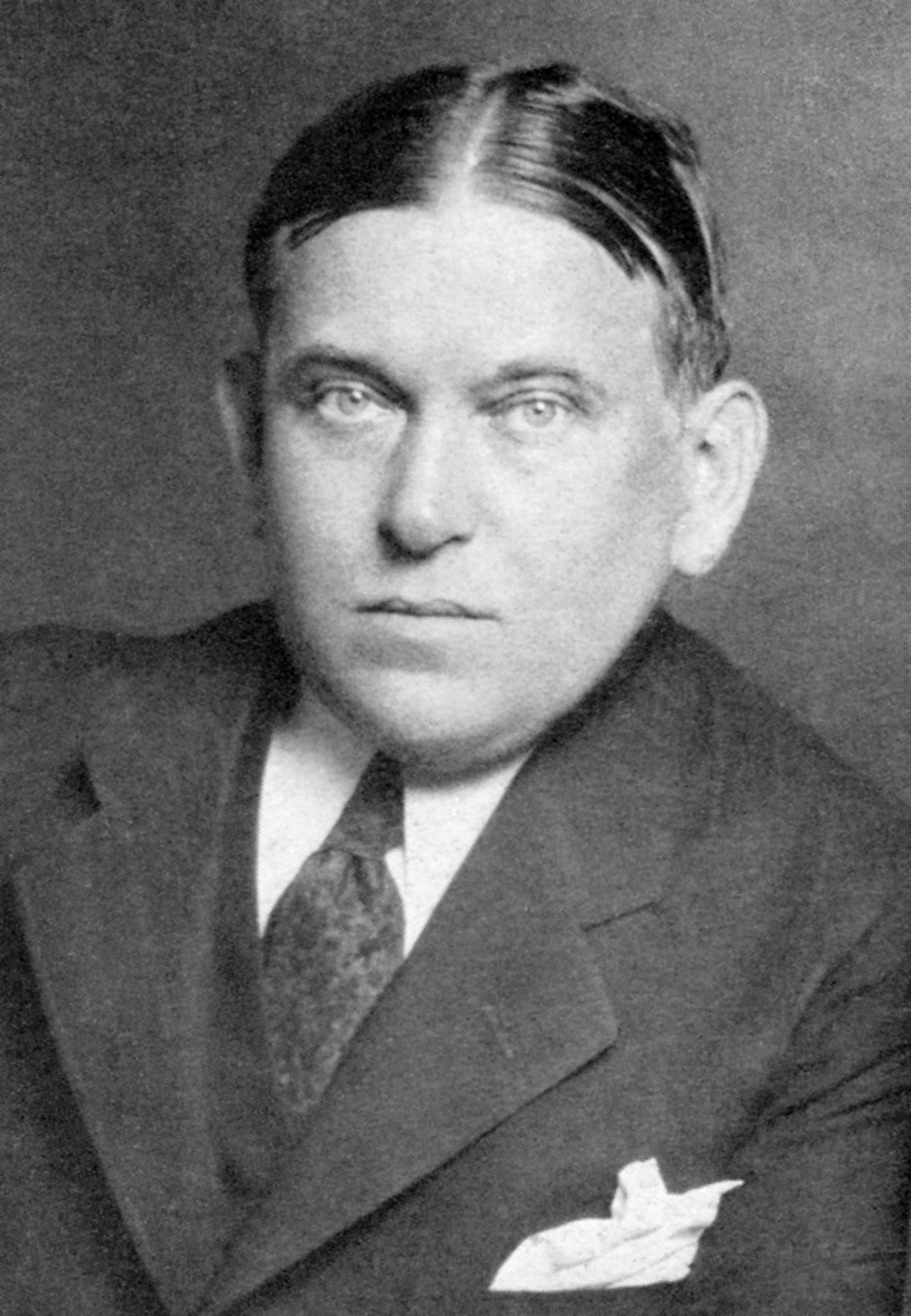
Хоча Генрі Менкен високо оцінив стиль роману, він розкритикував сюжет як дуже неймовірний — критика, на яку Фіцджеральд особливо обурювався.

«Великий Гетсбі» отримав загалом схвальні відгуки літературних критиків того часу. Едвін Кларк з «Нью-Йорк Таймс» вважав цей роман містичною та гламурною розповіддю про епоху джазу. Подібним чином Ліліан К. Форд з «Лос-Анджелес Таймс» назвала роман витвірним витвором мистецтва, який «залишає читача в настрої стриманого подиву». «Нью-Йорк пост» описала прозовий стиль Фіцджеральда як яскравий і справді блискучий. The «Нью-Йорк Геральд Триб'юн» була менш вражена, посилаючись на «Великого Гетсбі» як на «літературне лимонне безе», яка, проте, «містить деякі з найприємніших штрихів сучасного спостереження, які тільки можна собі уявити — такі легкі, такі делікатні, такі гострі». У «Чикаго Триб'юн» Генрі Менкен оцінив сюжет твору як дуже неймовірний, хоча він похвалив текст як елегантний і «ретельну та блискучу обробку».
Кілька рецензентів вважали, що роман залишає бажати кращого після попередніх творів Фіцджеральда, і розкритикували його відповідно. Гарві Іглтон з «The Dallas Morning News» передбачив, що цей роман означав кінець творчого успіху Фіцджеральда. Ральф Коґлан із «St. Louis Post-Dispatch» відкинув цей твір як несуттєву роботу колись багатообіцяючого автора, який став нудьгуватим і цинічним. Рут Снайдер з «Нью-Йорк ворлд» розкритикувала стиль книги як болісно нав'язаний і заявила, що редактори її газети «прочитавши „Великого Гетсбі“ були цілком переконані, що містер Фіцджеральд не є одним із великих американських письменників сучасності». Джон МакКлюр з «The Times-Picayune» наполягав, що сюжет був неправдоподібним, а сама книга здавалася сирою за своєю конструкцією.
Прочитавши ці відгуки, Фіцджеральд вважав, що багато критиків неправильно зрозуміли роман. Він розпачувався тим, що «з усіх рецензій, навіть із найбільшим захопленням, жодна не мала найменшого уявлення, про що книга». Зокрема, Фіцджеральд обурювався критикою сюжету роману як неправдоподібного, оскільки він ніколи не мав на меті, щоб історія була реалістичною. Натомість він створив твір як романтичне зображення, яке було переважно мальовничим і символічним. За словами його друга Джона Піла Бішопа, Фіцджеральда також обурював той факт, що критики не помітили багатьох паралелей між життям автора та персонажем Джея Гетсбі; зокрема, що обидва створили міфічну версію себе та намагалися жити відповідно до цієї легенди. Розчарований тим, що критики не зрозуміли роман, Фіцджеральд все ще сподівався, що роман матиме принаймні комерційний успіх, можливо, продавши 75 000 примірників.
На превелике розчарування Фіцджеральда, «Гетсбі» зазнав комерційної невдачі в порівнянні з його попередніми творами «По цей бік раю» (1920) і «Прекрасні та прокляті» (1922). До жовтня книга розійшлася тиражем менше 20 000 примірників. Незважаючи на те, що роман вийшов через два перших видання, через роки багато примірників залишилися непроданими. Фіцджеральд пояснював низькі продажі тим фактом, що жінки, як правило, були основною аудиторією для романів у цей час, а в «Гетсбі» не було жіночого персонажа, який би захопив. За його бухгалтерською книгою, на книзі він заробив лише 2000 доларів. Хоча сценічна адаптація Овена Девіса 1926 року та версія німого фільму, випущена Paramount, принесли автору гроші, Фіцджеральд скаржився, що роман не досяг того успіху, на який він сподівався, і не принесе йому визнання публіки як серйозного романіста. З початком Великої депресії «Великого Гетсбі» вважали не більш ніж ностальгічним твором епохи. До того часу, як у 1940 році Фіцджеральд помер, роман був майже забутий.

### Відродження і переоцінка

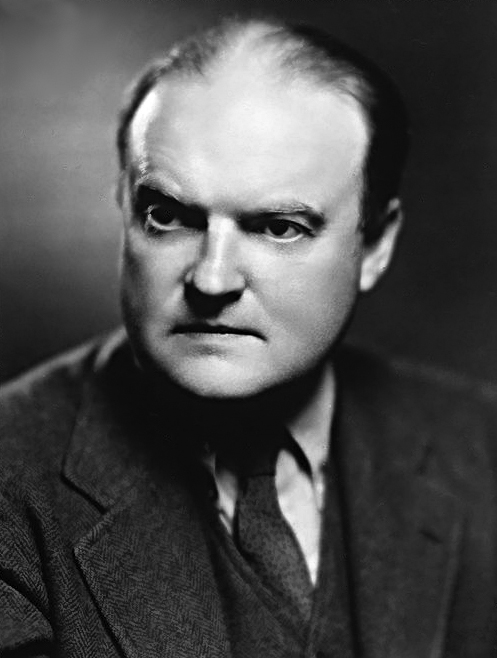
Друг Фіцджеральда Едмунд Вілсон допоміг відродити посмертну репутацію автора.

У 1940 році Фіцджеральд переніс третій і смертельний серцевий напад і помер, вважаючи, що його робота забута. Його некролог у «The New York Times» вітав його як блискучого романіста та назвав «Гетсбі» його найкращим твором. Після смерті Фіцджеральда в письменницьких колах поступово з'явилася висока оцінка книги. Це глибоко вплинуло на майбутніх авторів Бадда Шульберга та Едварда Ньюхауса, і Джон О'Гара визнав, що це вплинуло на його творчість. До того часу, коли «Гетсбі» було перевидано у виданні «Останнього магната» Едмунда Вілсона в 1941 році, у письменницьких колах панувала думка, що роман є довговічним художнім твором.
Навесні 1942 року, лише через кілька місяців після вступу Сполучених Штатів у Другу світову війну, асоціація керівників видавництв створила Раду з питань книг у воєнний час із заявленою метою розповсюдження військовим частинам книг про збройні сили в м'якій палітурці. «Великий Гетсбі» був однією із них. Протягом наступних кількох років серед американських солдатів за кордоном було розповсюджено 155 000 примірників «Гетсбі», і книга виявилася популярною серед військ, що перебували в оточенні, згідно зі звітом «The Saturday Evening Post» 1945 рік.
До 1944 року відбулося повномасштабне відродження Фіцджеральда. Повноцінні наукові статті про твори Фіцджеральда публікувалися в періодичних виданнях, і до наступного року попередній консенсус серед професійних критиків про те, що «Великий Гетсбі» був просто сенсаційною історією або ностальгічною частиною періоду, фактично зник. Невтомні рекламні зусилля літературного критика Едмунда Вілсона, який був однокласником Фіцджеральда в Прінстоні та його близьким другом, привели до цього відродження Фіцджеральда. У 1951 році, через три роки після смерті Зельди під час пожежі в лікарні, професор Артур Майзнер з Корнелльського університету опублікував «Зворотний бік раю», першу біографію Фіцджеральда. Бестселер біографії Майзнера підкреслив позитивне сприйняття «Великого Гетсбі» критиками, що, можливо, ще більше вплинуло на громадську думку та відновило інтерес до нього.
До 1960 року — через тридцять п'ять років після оригінальної публікації роману — книга стабільно продавалася тиражем 100 000 примірників на рік. Відновлення інтересу до нього спонукало редактора «The New York Times» Майзнера оголосити роман шедевром американської літератури ХХ століття. До 1974 року «Великий Гетсбі» набув статусу літературного шедевру і вважався претендентом на звання «Великого американського роману». Гантер Томпсон передрукував сторінки «Великого Гетсбі», «просто щоб відчути, як це було писати таким чином». За словами друга Томпсона Вільяма Нака, Томпсон одного разу передрукував роман повністю. Роджер Еберт писав, що «можливо, слова Фіцджеральда „примушені до естетичного споглядання, якого він не розумів і не бажав“ є найкращим описом творчості Томпсона». До середини 2000-х років багато літературних критиків вважали «Великого Гетсбі» одним із найвидатніших коли-небудь написаних романів, і цей твір був частиною навчальних програм у майже більшості середніх шкіл США. Станом на початок 2020 року «Великого Гетсбі» було продано майже 30 мільйонів примірників по всьому світу і продовжує продаватися додатково 500 000 примірників щорічно. Було опубліковано численні іноземні видання роману, а текст перекладено 42 різними мовами. Ця робота є найпопулярнішою назвою Скрібнера; у 2013 році лише електронна книга була продана тиражем 185 000 примірників. Термін дії авторських прав на роман у США закінчився 1 січня 2021 року, коли всі твори, опубліковані в 1925 році, стали суспільним надбанням. Відтоді ринок заполонили численні змінені та неповні перевидання.

## Критичний аналіз

### Основні теми

#### Американська мрія

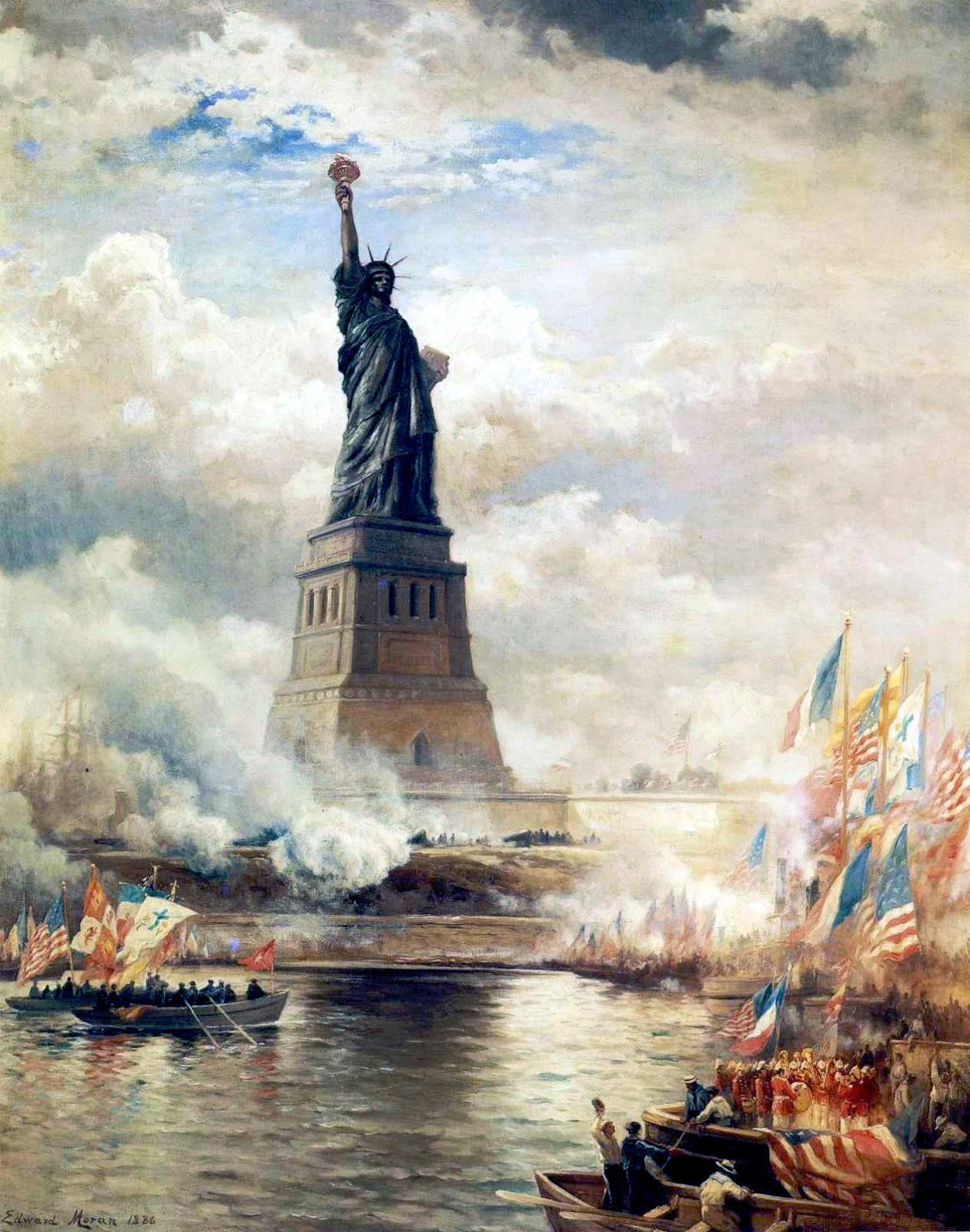
Американська мрія, часто представлена Статуєю Свободи, що означає нові можливості в житті, є центральною темою, що лежить в основі роману.

Після відродження роману пізніші критичні статті про «Великого Гетсбі» зосереджувалися на розчаруванні Фіцджеральда американською мрією в епоху гедоністичного джазу, назву для епохи, яку, як стверджував Фіцджеральд, він придумав. У 1970 році вчений Роджер Л. Пірсон стверджував, що творчість Фіцджеральда — більше ніж інші романи ХХ століття — особливо пов'язана з цією концептуалізацією американської мрії. Пірсон простежив літературне походження цієї мрії до колоніальної Америки. Мрія — це віра в те, що кожна людина, незалежно від свого походження, може шукати та досягати своїх бажаних цілей, «чи то політичних, грошових чи соціальних. Це літературне вираження концепції Америки: країни можливостей».
Однак Пірсон зауважив, що конкретне трактування цієї теми Фіцджеральдом позбавлене помітного оптимізму в працях попередніх американських авторів. Він припускає, що Гетсбі служить лжепророком американської мрії, а прагнення до мрії призводить лише до незадоволення тих, хто її прагне, через її недосяжність. У цьому аналітичному контексті зелене світло на пристані Б'юкененів (яке видно через Лонг-Айленд-Саунд від будинку Гетсбі) часто тлумачиться як символ нездійсненної мети Гетсбі завоювати Дейзі і, як наслідок, досягти американської мрії. Крім того, вчена Сара Черчвелл зазначає, що подружня зрада в романі пов'язана з втратою віри та порушенням обіцянок, що символізує зіпсованість американської мрії.

#### Сталість класу
Вчені та письменники зазвичай пояснюють нездатність Гетсбі досягти американської мрії вкоріненою класовою нерівністю в американському суспільстві. Роман підкреслює обмеження американського нижчого класу, щоб вийти за межі свого стану народження. Вчена Сара Черчвелл стверджує, що роман Фіцджеральда — це розповідь про класову війну в країні, одержима статусом, яка відмовляється публічно визнати, що в неї навіть існує класова система.
Хоча вчені висувають різні пояснення продовження класових відмінностей у Сполучених Штатах, існує консенсус щодо меседжу роману в передачі його основної сталості. Хоча фундаментальний конфлікт «Гетсбі» відбувається між укоріненими джерелами соціально-економічної влади та такими вискочками, як Гетсбі, які загрожують їхнім інтересам, роман Фіцджеральда показує, що класова сталість зберігається, незважаючи на капіталістичну економіку країни, яка цінує інновації та адаптивність. Діана Бехтель стверджує, що Фіцджеральд написав роман, щоб проілюструвати, що клас в Америці виходить за межі багатства. Навіть якщо бідні американці стають багатими, вони залишаються нижчими за американців зі «старими грошима». Отже, Гетсбі та інші персонажі роману опиняються в пастці жорсткої американської класової системи.

#### Гендерні відносини

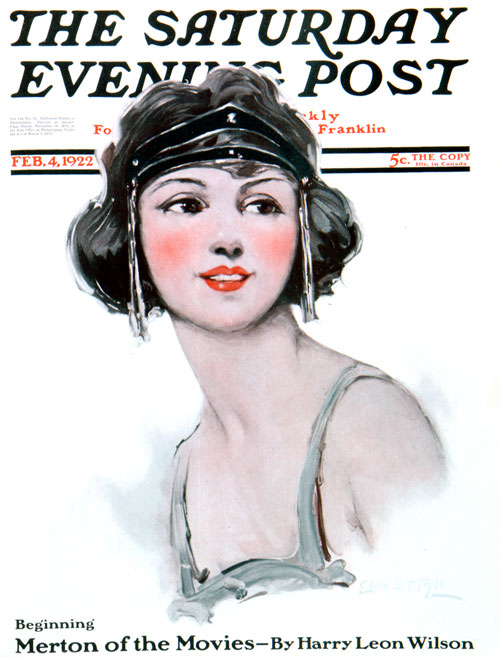
Ідеалізоване зображення флеперки, як ілюструвала Еллен Пайл для обкладинки The Saturday Evening Post (1922)

Окрім вивчення труднощів досягнення американської мрії, «Великий Гетсбі» досліджує гендерні очікування суспільства в епоху джазу. Персонаж Дейзі Б’юкенен було ідентифіковано як уособлення нового культурного архетипу флапперки. Флаперки, як правило, були молодими сучасними жінками, які стригли волосся та носили короткі спідниці. Вони також вживали алкоголь і мали дошлюбний секс.
Незважаючи на нові суспільні свободи, досягнуті флеперками в 1920-х роках, робота Фіцджеральда критично розглядає тривалі обмеження на свободу волі жінок у цей період. У цьому контексті, хоча ранні критики вважали персонаж Дейзі «монстром озлобленості», пізніші вчені, такі як Ліланд С. Персон молодший, стверджували, що персонаж Дейзі є прикладом маргіналізації жінок в елітному соціальному середовищі, яке Фіцджеральд описував.
Пишучи в 1978 році, Персон зазначив, що Дейзі більше нещасна жертва, ніж маніпулятивна жертва. Вона є першою мішенню бездушного домінування Тома, а потім — мішенню дегуманного обожнювання Гетсбі. Вона мимоволі стає святим Граалем у центрі нереалістичного прагнення Гетсбі бути непохитним у юнацькому уявленні про себе. Наступна боротьба заповітів між Томом і Гетсбі зводить Дейзі до трофейної дружини, єдине існування якої полягає в збільшенні соціально-економічного успіху її власника.
Як біла жінка з вищого класу, що живе в Іст-Егзі в цей період, Дейзі повинна дотримуватися суспільних очікувань і гендерних норм, таких як активне виконання ролі сумлінної дружини, матері-виховательки та чарівної світської левиці. Багато рішень Дейзі, які в кінцевому підсумку закінчилися смертельною автомобільною аварією та нещастям для всіх учасників, можна частково пояснити призначеною їй роллю «прекрасної маленької простачки», яка покладається на свого чоловіка щодо фінансової та соціальної безпеки. Її рішення залишитися з чоловіком, незважаючи на її почуття до Гетсбі, пов'язане з безпекою, яку забезпечує її шлюб із Томом Б'юкененом.

#### Раса та вимушене переселення

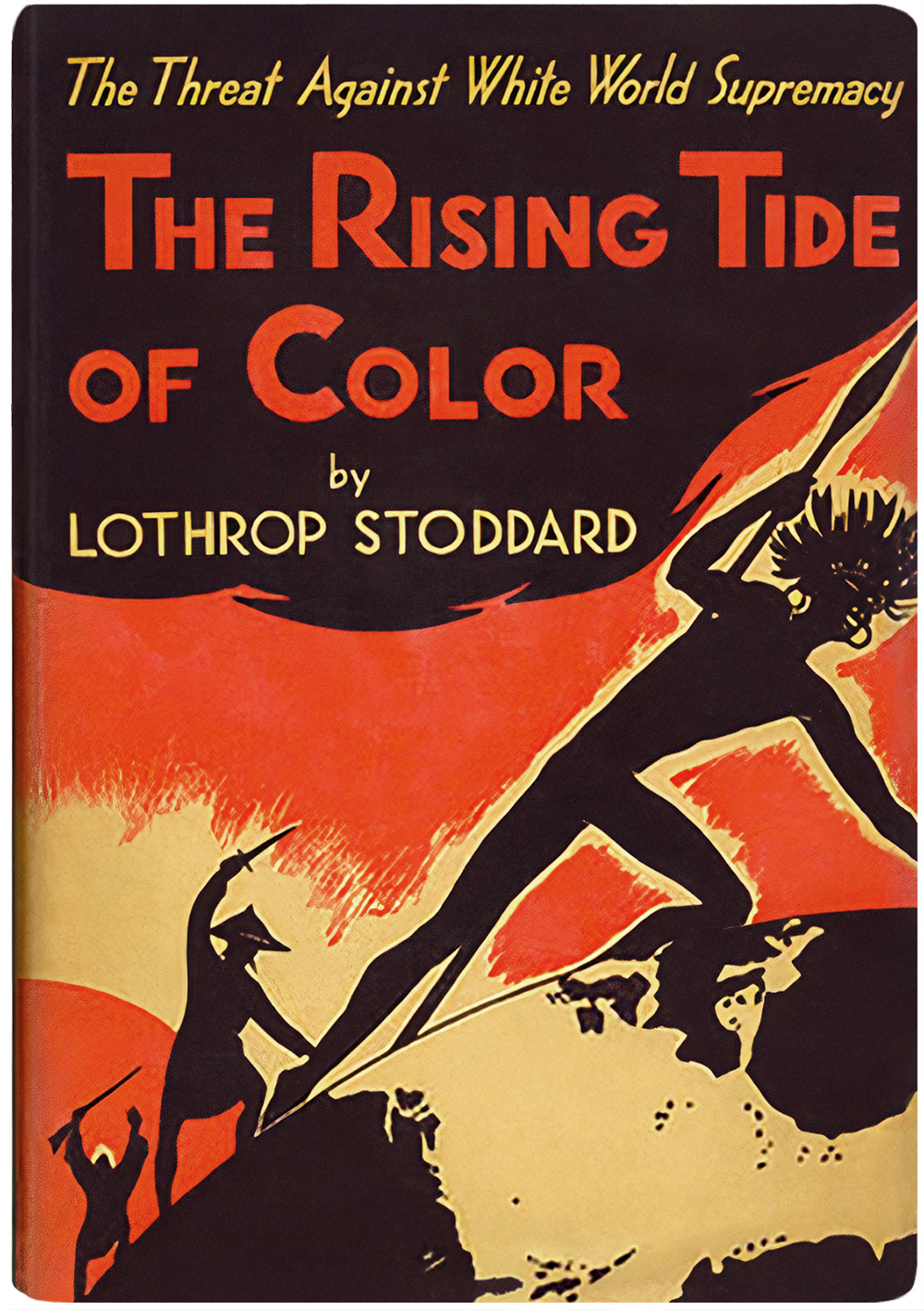
У романі Фіцджеральда згадується вигадана книга Годдарда «Повстання кольорових імперій», яка є пародією на «Наростаючий приплив кольору» (1920) Лотропа Стоддарда.

Багато вчених аналізували трактування в романі раси та переміщення; зокрема, уявна загроза, яку несуть нові іммігранти для літніх американців, що викликає занепокоєння щодо втрати соціально-економічного статусу. В одному випадку Том Б'юкенен — антагоніст роману — стверджує, що він, Нік і Джордан є расово вищими скандинавами. Том засуджує імміграцію та виступає за перевагу білої раси. Вигадана книга, на яку посилається Том, — це «Повстання кольорових імперій» Стоддарда, яка є пародією Фіцджеральда на «Наростаючий приплив кольору» Лотропа Стоддарда, бестселера 1920-х років. Стоддард попереджав, що імміграція змінить расовий склад Америки і зруйнує країну.
Аналізуючи ці елементи, теоретик літератури Волтер Бенн Майклз стверджує, що роман Фіцджеральда відображає історичний період в американській літературі, який характеризується страхом щодо напливу іммігрантів з Південної та Східної Європи, чия «інакшість» кинула виклик почуттю національної ідентичності американців. Такі тривоги були більш помітними в національному дискурсі, ніж суспільні наслідки світової війни, і визначальним питанням того періоду було те, хто був «справжнім американцем».
У цьому контексті імміграції та переміщення, ворожість Тома до Гетсбі, який є втіленням «останньої Америки», тлумачиться як часткове втілення тривог щодо статусу того часу, пов'язаних із антиіммігрантськими настроями. Гетсбі — якого Том принижує як «містера Ніхто з нізвідки» — функціонує як шифр через його неясне походження, нечітку етно-релігійну ідентичність і невизначений класовий статус. Хоча його етнічна приналежність невизначена, його прізвище Гац і прихильність його батька до лютеранської релігії вказують на те, що його родина є нещодавніми іммігрантами з Німеччини. Це позбавило б їх бажаного статусу старих американців. Отже, соціально-економічне піднесення Гетсбі вважається загрозою не лише через його статус нувориша, а й через те, що він сприймається як аутсайдер.
Через такі теми «Великий Гетсбі» відображає багаторічний американський досвід, оскільки це історія про зміни та тих, хто їм чинить опір — незалежно від того, чи відбуваються ці зміни у формі нової хвилі іммігрантів, нуворишів чи успішних меншин. Оскільки американці, які живуть у 1920-х роках і дотепер, значною мірою визначаються мінливими соціально-економічними обставинами і змушені орієнтуватися в суспільстві з укоріненими расовими та етнічними упередженнями, зображення Фіцджеральдом пов'язаних з цим статусних тривог і соціальних конфліктів підкреслюється науковцями як таке, що не втрачає своєї актуальності і через майже сто років після публікації роману.

#### Сексуальність та ідентичність

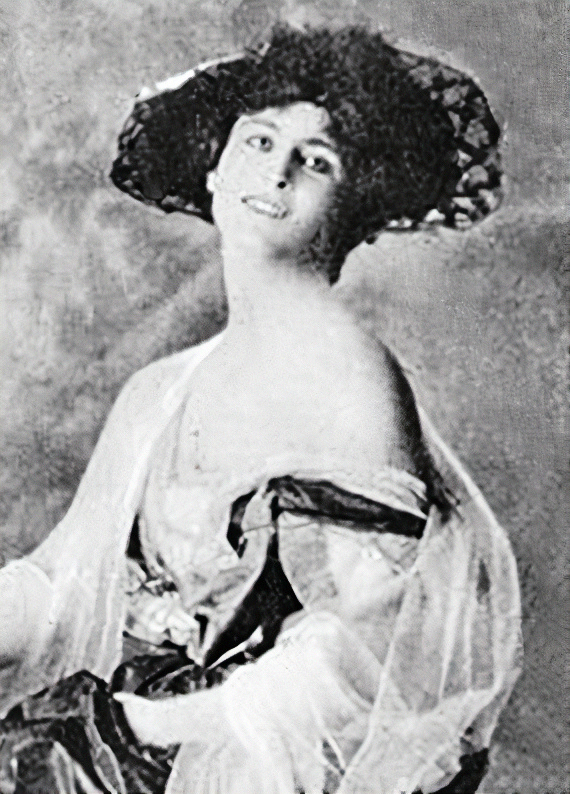
Фото Фіцджеральда в жіночому одягу приблизно 1915 року

Питання щодо сексуальності персонажів порушувалися протягом десятиліть і, доповнені біографічними подробицями про автора, породили квір-читання. Ще за життя сексуальність Фіцджеральда стала предметом дискусій серед його друзів і знайомих. У юності Фіцджеральд мав тісні стосунки з отцем Сігурні Фей, ймовірно католицьким священиком-геєм, і пізніше Фіцджеральд використав його прізвище для ідеалізованого романтичного персонажа Дейзі Фей. Після коледжу Фіцджеральд перевдягався під час прогулянок у Міннесоті. Роками пізніше, під час написання «Великого Гетсбі», серед американської спільноти емігрантів у Парижі поповзли чутки про те, що Фіцджеральд був геєм. Незабаром після цього дружина Фіцджеральда Зельда Фіцджеральд також засумнівалася в його гетеросексуальності та заявила, що він був закритим гомосексуалістом. Вона публічно принижувала його гомофобними образами і стверджувала, що Фіцджеральд і його колега-письменник Ернест Гемінґвей були залучені в гомосексуальні стосунки. Ці випадки напружили шлюб Фіцджеральдів під час публікації роману.
Хоча сексуальність Фіцджеральда є предметом наукових дебатів, такі біографічні деталі надають довіру критичним інтерпретаціям, що його вигадані персонажі є або геями, або бісексуальними сурогатами. Ще в 1945 році такі критики, як Лайонел Тріллінг, зауважили, що персонажі у «Великому Гетсбі», такі як Джордан Бейкер, мали на увазі, що вони «розпливчасто гомосексуальні» а в 1960 році письменник Отто Фрідріх прокоментував легкість розгляду зірваних стосунків, зображених у художній літературі Фіцджеральда, крізь чудернацьку призму. В останні десятиліття вчені зосередилися на сексуальності Ніка Керравея. В одному випадку в романі Керравей кидає п'яну оргію з «блідим, жіночним» чоловіком на ім'я містер Маккі, а потім Нік опиняється біля ліжка, а Маккі сидить між простирадлами, одягнений лише в нижню білизну. Подібні сцени змусили вчених описати Ніка як людину з відвертим дивацтвом і спонукали до аналізу його емоційної прихильності до Джея Гетсбі. З цих причин роман було описано як дослідження сексуальної ідентичності в історичну епоху, характерною ознакою якої є суспільний перехід до сучасності.

#### Технологія та навколишнє середовище
Технологічна та екологічна критика «Гетсбі» намагається помістити роман та його героїв у ширший історичний контекст. У 1964 році Лео Маркс у «Машині в саду» стверджував, що робота Фіцджеральда виявляє напругу між складним пасторальним ідеалом минулої Америки та суспільними трансформаціями, викликаними індустріалізацією та машинними технологіями. Зокрема, Долина попелу, між Іст і Вест Егг, являє собою штучну пустку, яка є побічним продуктом індустріалізації, яка зробила можливим бурхливий спосіб життя Гетсбі, включно з його автомобілем. Маркс стверджує, що Фіцджеральд через Ніка виражає пасторальне бажання, типове для інших американських письменників 1920-х років, таких як Вільям Фолкнер та Ернест Гемінґвей. Хоча такі письменники плекають пастирський ідеал, вони визнають, що технічний прогрес позбавив цей ідеал майже будь-якого значення. У цьому контексті відмова Ніка від східних Сполучених Штатів є марною спробою піти на природу. Проте, як показує робота Фіцджеральда, будь-яке технологічне розмежування між східними та західними Сполученими Штатами зникло, і ніхто не може втекти в пасторальне минуле.
У 2018 році вчений Кайл Кілер стверджував, що ненажерлива гонитва за багатством, критикована в романі Фіцджеральда, є попередженням про небезпеку руйнування навколишнього середовища в гонитві за власним інтересом. За словами Кайла Кілера, прагнення Гетсбі до більшого статусу проявляється як егоцентричне, антропоцентричне отримання ресурсів. Натхненний хижацькою практикою видобутку корисних копалин свого вигаданого наставника Дена Коді, Гетсбі бере участь у масштабній вирубці лісів під час Першої світової війни, а потім займається бутлегерством, що ґрунтується на експлуатації південноамериканського сільського господарства. Гетсбі зручно ігнорує марнотратне спустошення долини попелу, щоб вести споживацький спосіб життя та посилює розрив у багатстві, який ставав дедалі помітнішим у 1920-х роках в Америці. З цих причин Кілер стверджує, що хоча соціально-економічний підйом і самоперетворення Гетсбі залежать від цих самих факторів, кожен із них, тим не менше, частково відповідальний за поточну екологічну кризу.

### Антисемітизм
«Великого Гетсбі» звинуватили в антисемітизмі через використання єврейських стереотипів. Одним із другорядних персонажів роману є Меєр Вольфсхайм, єврейський друг і наставник Гетсбі. Корумпований спекулянт, який допомагає Гетсбі контрабандним операціям і який влаштував Всесвітню серію 1919 року, він з'являється лише двічі в романі, другий раз відмовившись бути присутнім на похоронах Гетсбі. Фіцджеральд описує Вольфшайма як «маленького плосконосого єврея», з «крихітними очима» та «двома тонкими волосками» в ніздрях. Посилаючись на етнічні стереотипи щодо єврейського носа, він описує ніс Вольфшайма як «виразний», «трагічний», що здатний «ворушитися … обурено». Вигаданий персонаж Вольфсхайма є натяком на реального єврейського гравця Арнольда Ротштейна, відомого нью-йоркського злочинного «вора», якого Фіцджеральд зустрів одного разу за невстановлених обставин. Ротштейна звинуватили в договірних матчах у скандалі з Блек Сокс, який заплямував Світову серію 1919 року.
Вольфсхайм був інтерпретований як представник єврейського стереотипу скнари. Річард Леві, автор книги «Антисемітизм: історична енциклопедія упереджень і переслідувань», стверджує, що Вольфсхайм служить для зв'язку єврейства з корупцією. У статті 1947 року для «Commentary» Мілтон Гіндус, доцент кафедри гуманітарних наук Чиказького університету, заявив, що, хоча він вірив, що книга була чудовим літературним досягненням, Вольфсхайм був її найбільш абразивним героєм, а твір містить антисемітський відтінок. Однак індуїсти стверджували, що єврейські стереотипи, представлені Вольфсхаймом, були типовими для часу, коли роман був написаний і розгортався, і що його антисемітизм був «звичним, звичайним, „нешкідливим“ неполітичним різновидом». Стаття есеїста Артура Крістала 2015 року погодилася з оцінкою індусів, що використання Фіцджеральдом єврейських карикатур не було зумовлене злим наміром, а просто відображало загальноприйняті переконання його часу. Він звертає увагу на розповіді Френсіс Кролл, єврейки та секретарки Фіцджеральда, яка стверджувала, що Фіцджеральда образили звинувачення в антисемітизмі, і відповідала на критику Вольфсгайма, стверджуючи, що він просто «виконував певну функцію в історії і не мав нічого спільного з расою чи релігією».

## Адаптації

### Сцена
«Гетсбі» був адаптований для сцени. Першу відому сценічну адаптацію здійснив американський драматург Оуен Девіс, яка стала кіноверсією 1926 року. Вистава режисера Джорджа Кьюкора відбулася на Бродвеї 2 лютого 1926 року, і мав 112 викликів. Успішний тур пізніше цього року включав виступи в Чикаго з 1 серпня по 2 жовтня. У липні 2006 року в Guthrie Theatre відбулася прем'єра сценічної адаптації Саймона Леві, зрежисованої Девідом Есбйорнсоном, на честь відкриття його нового театру. У 2010 році критик Бен Брентлі з The New York Times високо оцінив дебют «Gatz», небродвейську постановку компанії Elevator Repair Service.
На честь 25-ї річниці дебюту Джеймса ЛевінаНью-йоркська Метрополітен-опера доручила Джону Гарбісону написати оперну обробку роману. Прем'єра твору під назвою «Великий Гетсбі» відбулася 20 грудня 1999 року.
Роман також був адаптований для балетних вистав. У 2009 році BalletMet зробила прем'єру версії в Capitol Theatre в Колумбусі, штат Огайо. У 2010 році Вашингтонський балет показав прем'єру версії в Центрі Кеннеді. Наступного року шоу було показано на біс. Будапештський театр комедії створив мюзикл.
Крім того, у 2023 році друга музична адаптація «Великий Гетсбі: новий мюзикл» з музикою та текстами Джейсона Говленда та Натана Тайсена та книгою Кейт Керріган оголосила про одномісячну обмежену участь у Paper Mill Playhouse. Пробний показ на Бродвеї розпочався 12 жовтня 2023 року, а офіційна прем'єра запланована на десять днів пізніше. Виробництво завершилося 12 листопада того ж року. Джеремі Джордан та Єва Ноблезада зіграли головні ролі Джея Гетсбі та Дейзі Б'юкенен, а Саманта Полі та Ной Дж. Рікеттс — Джордана Бейкера та Ніка Керравея. Постановка була перенесена на Бродвей для попереднього показу 29 березня 2024 року, а офіційне відкриття має відбутися 25 квітня 2024 року.
Світова прем'єра третьої музичної адаптації "Гетсбі " з музикою та текстами Флоренс Велч і Томаса Бартлетта та книги Мартіни Майок відбудеться в American Repertory Theatre. 25 травня 2024 року почнеться попередній перегляд шоу, яке офіційно відкриється 5 червня того ж року. Він триватиме близько двох місяців із закриттям, призначеним на 21 липня.

### Екранізації
Перша кіноверсія роману дебютувала в 1926 році. Сама по собі версія бродвейської вистави Оуена Девіса, її поставив Герберт Бренон, а в головних ролях зіграли Ворнер Бакстер, Лоїс Вілсон і Вільям Пауелл. Це відомий приклад втраченого фільму. Відгуки свідчать, що це, можливо, була найточніша екранізація роману, але трейлер фільму в Національному архіві — це все, що відомо про існування. Як повідомляється, Фіцджеральд і його дружина Зельда ненавиділи мовчазну версію. Зельда написала знайомій, що плівка «тухла». Вона та Скотт покинули кінотеатр у середині фільму.
Слідом за фільмом 1926 року вийшов «Великий Гетсбі» 1949 року режисера Елліота Ньюгента з Аланом Леддом, Бетті Філд і Макдональдом Кері в головних ролях. Через двадцять п'ять років, у 1974 році, «Великий Гетсбі» знову з'явився на екранах. Його режисером став Джек Клейтон, а в головних ролях знялися Роберт Редфорд у ролі Гетсбі, Міа Ферроу у ролі Дейзі та Сем Вотерстон у ролі Ніка Керравея. У 2013 році фільм «Великий Гетсбі» був знятий Базом Лурманном, у якому знялися Леонардо Ді Капріо в ролі Гетсбі, Кері Малліган у ролі Дейзі та Тобі Магвайр у ролі Ніка.
У 2021 році компанія візуальних ефектів DNEG Animation оголосила про створення анімаційної екранізації роману режисера Вільяма Джойса за сценарієм Браяна Селзніка.

#### Перелік екранізацій
- 1926 рік — «Великий Гетсбі», німий фільм.Режисер — Герберт Бренон. У головних ролях: Ворнер Бакстер, Луїс Вілсон.
- 1949 рік — «Великий Гетсбі». Режисер — Елліотт Наджент. У головних ролях: Алан Ледд, Бетті Філд.
- 1974 рік — «Великий Гетсбі». Режисер — Джек Клейтон. У головних ролях: Роберт Редфорд, Міа Ферроу.
- 2000 рік — «Великий Гетсбі», телефільм. Режисер — Роберт Марковіц. У головних ролях: Тобі Стівенс, Міра Сорвіно.
- 2012 рік — «Великий Гетсбі» (англ. The Great Gatsby) — Австралія, США. Режисер — Баз Лурманн. У головних ролях: Леонардо Ді Капріо, Тобі Маґвайр та Кері Малліган. Стрічка відкрила 66-й Каннський кінофестиваль.

### Телебачення
«Гетсбі» кілька разів переробляли як короткометражний телевізійний фільм. Перший був у 1955 році як епізод NBC для Robert Montgomery Presents з Робертом Монтгомері, Філліс Кірк і Лі Боуменом у головних ролях. Режисером епізоду став Елвін Сапінслі. У 1958 році CBS зняла ще одну адаптацію як епізод Playhouse 90, також під назвою The Great Gatsby, режисером якої став Франклін Дж. Шаффнер, а в головних ролях знялися Роберт Райан, Жанна Крейн і Род Тейлор. Нещодавно роман був адаптований як фільм швидкої допомоги у 2000 році. Режисером «Великого Гетсбі» став Роберт Марковіц, а в головних ролях — Тобі Стівенс у ролі Гетсбі, Міра Сорвіно в ролі Дейзі та Пол Радд у ролі Ніка.

### Графічні романи
«Великий Гетсбі» знайшов втілення у трьох графічних романах. У 2007 році в Австралії Нікі Грінберг опублікувала «Великий Гетсбі: графічна адаптація». Оскільки оригінальний роман все ще захищався законами про авторське право Сполучених Штатів, ця версія ніколи не була опублікована в США. Друга версія, «Великий Гетсбі: Графічний роман», була адаптована Фредом Фордхемом та проілюстрована Айєю Мортон у 2020 році. У 2021 році К. Вудман-Мейнард адаптувала та проілюструвала «Великий Гетсбі: Графічна адаптація графічного роману», яка була опублікована Candlewick Press. Це була перша графічна адаптація оригінального роману, опублікована після того, як він став публічним надбанням у 2021 році. У червні 2021 року видавництво Clover Press випустило перший із семи періодичних коміксів, точно адаптуючи «Великого Гетсбі».

### Радіо
Роман був адаптований до серії радіосерій. Першим радіосеріалом була півгодинна адаптація 1950 року Сімейної години зірок CBS із Кірком Дугласом у ролі Гетсбі. Роман був прочитаний вголос Всесвітньою службою BBC у десяти частинах у 2008 році. У 2012 році в ефірі BBC Radio 4 «Великий Гетсбі» набув форми інсценізації класичного серіалу. Його створив драматург Роберт Форест.

### Відеоігри
У 2010 році Oberon Media випустила казуальну гру про пошук предметів під назвою Classic Adventures: The Great Gatsby. У 2011 році розробник Чарлі Гоуї та редактор Піт Сміт створили 8-розрядну онлайн-гру The Great Gatsby під назвою The Great Gatsby для NES; у 2022 році, після завершення життя Adobe Flash, вони адаптували цю гру до фактичного файлу NES ROM, у який також можна грати на їх веб-сайті. У 2013 році Slate випустила коротку символічну адаптацію під назвою The Great Gatsby: The Video Game.

## Українські переклади
Українською мовою роман вперше переклав Мар Пінчевський, опублікувавши його в журналі «Всесвіт».
- Ф. Скотт Фіцджеральд. Ніч лагідна. Великий Гетсбі / переклад з англійської: Мар Пінчевський. — Київ : Дніпро, 1982. — 472 с. с.
  - (перевидання) Ф. Скотт Фіцджеральд. Великий Гетсбі. Ніч лагідна / переклад з англійської: Мар Пінчевський. — Харків : Фоліо, 2013. — 397с с. — (Бібліотека світової літератури) — ISBN 978-966-03-6554-4.
- Ф. Скотт Фіцджеральд. Великий Гетсбі / переклад з англійської: Андрій Пехник. — Київ : Знання, 2014. — 397 с. с. — (English Library) — ISBN 978-617-07-0162-6.
- Ф. Скотт Фіцджеральд. Великий Ґетсбі / переклад з англійської: Олександр Мокровольський. — Тернопіль : Навчальна книга - Богдан, 2016. — 320 с. с. — («Маєстат слова») — ISBN 978-966-10-4527-8.